# Vaticinios de Nostradamus

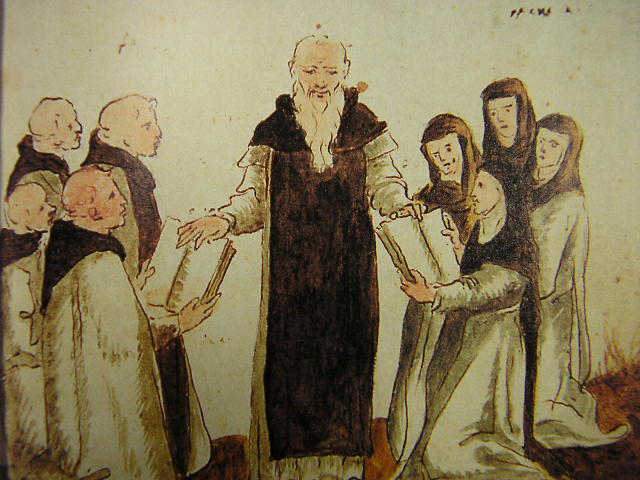
Imagen 3.

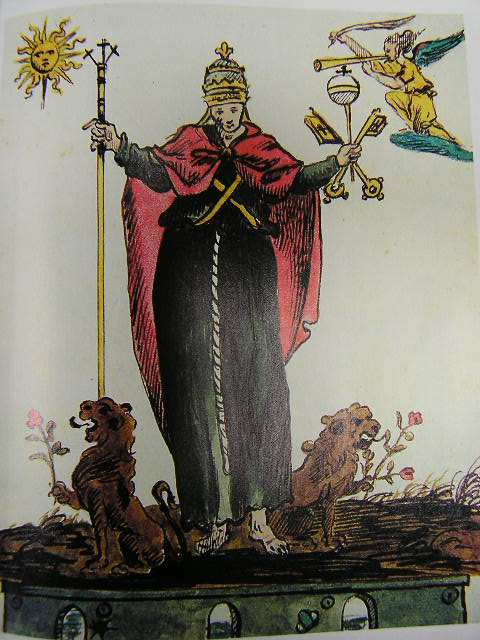
Imagen 27.

El Vaticinia Michaelis Nostredami ad Cesarem Filium de Futuri Christi Vicarii, resumidamente Vaticinios de Nostradamus, conocido también como el libro perdido de Nostradamus, es una colección de 80 acuarelas, encuadernadas como un código ilustrado, que fueron descubiertas en 1994 por los periodistas italianos Enza Massa y Roberto Pinotti en la Biblioteca Nacional Central de Roma, la cual había adquirido la obra en el año de 1880. Este documento está inscrito en la Biblioteca como Fondo Vittorio Emanuele 307.
En la ficha bibliotecaria original de los padres cartujos añadida al manuscrito, se dice que las imágenes pertenecían al médico vidente francés conocido como Nostradamus, de nombre Michel de Notre-Dame (14 de diciembre de 1503 - 2 de julio de 1566) y que el código fue traído a Roma por su hijo César de Notre-Dame para ser donado al cardenal Maffeo Barberini, que sería posteriormente elegido Papa con el nombre de Papa Urbano VIII (Pontífice católico desde 1623 a 1644).

## Similar a los dibujos proféticos sobre los pontífices, de Joaquín de Fiore
Estas imágenes tienen puntos de similitud con varios manuscritos de los siglos XI y XII, y parecen inspiradas por las profecías del monje cisterciense calabrés, el beato Joaquín de Fiore. Basándose en el libro bíblico del Apocalipsis de S. Juan, el monje de Fiore predijo el comienzo del apocalipsis en el año 1260.
Quizás los dibujos representan la sucesión de los papas romanos, y dado que contienen objetos simbólicos como letras, animales, banderas, bastones pastorales, cruces, velas, etc., parecen formar figuras similares a números romanos, o veladas referencias a apellidos, como, por ejemplo, una que parece referirse al Santo Papa Pío X (Giuseppe Sarto); lo representa en un
trono con una tela sostenida por ángeles en el fondo: (Sarto=sastre).
Otro ejemplo es el papa Pío VII (Barnaba Chiaramonti), que estuvo prisionero en la Francia de Napoleón, es dibujado como un papa en hábito monacal, que en un puño sostiene una rosa y en el otro una hoz que le amenaza; en el suelo está dibujada la letra B y hay una vista clara de los montes (Chiaramonti) en el fondo.
Las imágenes tal vez cubran un intervalo profético de 400 años, extendiéndose a partir de las primeras décadas del siglo XVII hasta principios del siglo XXI.
Algunas figuras parecen referirse a hechos históricos que afectaron el desarrollo del papado, como la imagen que semeja el marca-tiempo del comienzo, que simbolizaría la aprobación de la regla de san Francisco de Sales.
Hay imágenes que enlazan con la revolución francesa, con los conflictos entre Francia y España para el control del Vaticano, con el intervalo entre la Primera y la Segunda Guerra Mundial (con el escudo de armas del Papa Pío XI, (Achille Ratti), representado muy claramente).
La imagen que parece más convincente es la décima tabla: un papa gigante con un bastón pastoral con la imagen de la Virgen María (que tiene detrás de sus hombros una alabarda), será asaltado por un soldado con una cimitarra.

## Obras principales de Nostradamus
- Interpretation des Hyeroglyphes de Horapollo.
- Traité des Fardements et Confitures, Lyon 1556.
- Les Vrayes Centuries et Propheties de Maistre Michel Nostradamus, ediciones originales de Aviñón 1556, Lyon 1558.
- Les Vrayes Centuries et Propheties de Maistre Michel Nostradamus, Lyon 1568 (edición póstuma con diez centurias),
- Les Vrayes Centuries et Propheties de Maistre Michel Nostradamus, Troyes 1610 (edición de la imprenta real de doce centurias)
- Vaticinia Michaelis Nostredami de Futuri Christi Vicarii ad

Cesarem Filium (VE 307; Manuscrito en la Biblioteca Naz. de Roma)